# King Lil G
Álex Gonzales (Los Ángeles, California; 30 de julio de 1986), más conocido como King Lil G es un rapero, cantante y compositor estadounidense.

## Carrera musical
En los últimos años esta teniendo un gran empuje.

## Discografía
- 2004 LA county’s most wanted
- 2006 Underground chpt. 1
- 2009 Hood money
- 2012 Blue devil Part. 2
- 2012 King enemy
- 2013 Lost in smoke
- 2014 AK47 boyz
- 2015 90's kid
- 2016 Lost in smoke 2
- 2018 Blessed By God
- 2019 Eternal
- 2020 90's kid vol. 2